# Riccardia poeppigiana
Riccardia poeppigiana là một loài rêu trong họ Aneuraceae. Loài này được Lehm. & Lindenb. Hässel de Menéndez mô tả khoa học đầu tiên năm 1985.